# Temporada 2020 de Deutsche Tourenwagen Masters
La temporada 2020 de Deutsche Tourenwagen Masters fue la edición número 21 de dicho campeonato desde su reaparición en el año 2000. Inició en agosto y finalizó en noviembre. René Rast y Audi Sport Team Rosberg ganaron el campeonato, repitiendo títulos por segunda vez consecutiva.
Fue la segunda y última temporada bajo el reglamento «Class One» para el DTM, ya que a partir de 2021, este campeonato se llevará a cabo con automóviles de GT3.

## Equipos y pilotos
| Fabricante | Automóvil          | Equipo                         | N.º | Pilotos                | Rondas |
| ---------- | ------------------ | ------------------------------ | --- | ---------------------- | ------ |
| Audi       | Audi RS5 Turbo DTM | Audi Sport Team Abt Sportsline | 4   | Robin Frijns           | Todas  |
| Audi       | Audi RS5 Turbo DTM | Audi Sport Team Abt Sportsline | 51  | Nico Müller            | Todas  |
| Audi       | Audi RS5 Turbo DTM | Audi Sport Team Phoenix        | 19  | Benoît Tréluyer        | 8      |
| Audi       | Audi RS5 Turbo DTM | Audi Sport Team Phoenix        | 28  | Loïc Duval             | 1-7, 9 |
| Audi       | Audi RS5 Turbo DTM | Audi Sport Team Phoenix        | 99  | Mike Rockenfeller      | Todas  |
| Audi       | Audi RS5 Turbo DTM | Audi Sport Team Rosberg        | 33  | René Rast              | Todas  |
| Audi       | Audi RS5 Turbo DTM | Audi Sport Team Rosberg        | 53  | Jamie Green            | Todas  |
| Audi       | Audi RS5 Turbo DTM | Audi Sport Team WRT            | 10  | Harrison Newey         | Todas  |
| Audi       | Audi RS5 Turbo DTM | Audi Sport Team WRT            | 13  | Fabio Scherer          | Todas  |
| Audi       | Audi RS5 Turbo DTM | Audi Sport Team WRT            | 62  | Ferdinand von Habsburg | Todas  |
| BMW        | BMW M4 Turbo DTM   | BMW Team RMG                   | 11  | Marco Wittmann         | Todas  |
| BMW        | BMW M4 Turbo DTM   | BMW Team RMG                   | 16  | Timo Glock             | Todas  |
| BMW        | BMW M4 Turbo DTM   | BMW Team RMR                   | 22  | Lucas Auer             | Todas  |
| BMW        | BMW M4 Turbo DTM   | BMW Team RMR                   | 27  | Jonathan Aberdein      | Todas  |
| BMW        | BMW M4 Turbo DTM   | BMW Team RBM                   | 25  | Philipp Eng            | Todas  |
| BMW        | BMW M4 Turbo DTM   | BMW Team RBM                   | 31  | Sheldon van der Linde  | Todas  |
| BMW        | BMW M4 Turbo DTM   | Orlen Team ART                 | 8   | Robert Kubica          | Todas  |
| Fuente:    |                    |                                |     |                        |        |

### Cambios de equipos
- Aston Martin y R-Motorsport dejaron el campeonato tras una sola temporada en la categoría.[11]
- ART Grand Prix volvió al campeonato tras competir en 2015 y 2016.[9]

### Cambios de pilotos
- Los pilotos de WRT en 2019, Jonathan Aberdein y Pietro Fittipaldi, fueron remplazados por Harrison Newey, quien dejó la Super Fórmula, y el suizo Fabio Scherer, proveniente de la Fórmula 3.[7] Aberdein pasó a BMW Team RBM.[2]
- Bruno Spengler abandonó el campeonato después de quince años para correr en WeatherTech SportsCar Championship.[12]
- Lucas Auer regresó al DTM luego de un año en Japón, ocupando el lugar de Joel Eriksson en BMW.[8]
- Robert Kubica ingresó a esta competición con BMW y Orlen Team ART tras competir en 2019 en Fórmula 1.[9]
- Benoît Tréluyer remplazaró en la ronda 8 a Loïc Duval debido a superposición de fechas con WeatherTech SportsCar Championship.[4]

## Calendario
El calendario original consistía en 10 rondas y 20 carreras. Para este calendario, la ronda en Italia fue movida de Misano a Monza, se agregó una en Anderstorp (Suecia) y una en Igora Drive (circuito inaugurado en 2019, en Rusia), y se redujo las rondas de Hockenheim de dos a una.
Debido a la pandemia por coronavirus, el 3 de julio se oficializaron cambios, por segunda vez, para el calendario definitivo:
| Ronda | Ronda | Circuito                           | Fecha            |
| ----- | ----- | ---------------------------------- | ---------------- |
| 1     | C1    | Circuito de Spa-Francorchamps, Spa | 1 de agosto      |
| 1     | C2    | Circuito de Spa-Francorchamps, Spa | 2 de agosto      |
| 2     | C1    | EuroSpeedway Lausitz, Klettwitz    | 15 de agosto     |
| 2     | C2    | EuroSpeedway Lausitz, Klettwitz    | 16 de agosto     |
| 3     | C1    | EuroSpeedway Lausitz, Klettwitz    | 22 de agosto     |
| 3     | C2    | EuroSpeedway Lausitz, Klettwitz    | 23 de agosto     |
| 4     | C1    | Circuito de Assen, Assen           | 5 de septiembre  |
| 4     | C2    | Circuito de Assen, Assen           | 6 de septiembre  |
| 5     | C1    | Nürburgring, Nürburg               | 12 de septiembre |
| 5     | C2    | Nürburgring, Nürburg               | 13 de septiembre |
| 6     | C1    | Nürburgring, Nürburg               | 19 de septiembre |
| 6     | C2    | Nürburgring, Nürburg               | 20 de septiembre |
| 7     | C1    | Circuito de Zolder, Heusden-Zolder | 9 de octubre     |
| 7     | C2    | Circuito de Zolder, Heusden-Zolder | 10 de octubre    |
| 8     | C1    | Circuito de Zolder, Heusden-Zolder | 17 de octubre    |
| 8     | C2    | Circuito de Zolder, Heusden-Zolder | 18 de octubre    |
| 9     | C1    | Hockenheimring, Hockenheim         | 7 de noviembre   |
| 9     | C2    | Hockenheimring, Hockenheim         | 8 de noviembre   |

## Resultados

### Resultados por carrera
| Ronda   | Ronda | Circuito                    | Pole position          | Vuelta rápida         | Piloto ganador        | Equipo ganador                 | Fabricante ganador |
| ------- | ----- | --------------------------- | ---------------------- | --------------------- | --------------------- | ------------------------------ | ------------------ |
| 1       | C1    | Spa-Francorchamps           | Robin Frijns           | Nico Müller           | Nico Müller           | Audi Sport Team Abt Sportsline | Audi               |
| 1       | C2    | Spa-Francorchamps           | René Rast              | René Rast             | Nico Müller           | Audi Sport Team Abt Sportsline | Audi               |
| 2       | C1    | EuroSpeedway Lausitz Sprint | Robin Frijns           | Nico Müller           | Nico Müller           | Audi Sport Team Abt Sportsline | Audi               |
| 2       | C2    | EuroSpeedway Lausitz Sprint | Robin Frijns           | Robin Frijns          | René Rast             | Audi Sport Team Rosberg        | Audi               |
| 3       | C1    | EuroSpeedway Lausitz        | Nico Müller            | Nico Müller           | René Rast             | Audi Sport Team Rosberg        | Audi               |
| 3       | C2    | EuroSpeedway Lausitz        | Robin Frijns           | Jamie Green           | Lucas Auer            | BMW Team RMR                   | BMW                |
| 4       | C1    | Circuito de Assen           | Loïc Duval             | Fabio Scherer         | Robin Frijns          | Audi Sport Team Abt Sportsline | Audi               |
| 4       | C2    | Circuito de Assen           | René Rast              | Sheldon van der Linde | Sheldon van der Linde | BMW Team RBM                   | BMW                |
| 5       | C1    | Nürburgring Grand Prix      | Nico Müller            | Nico Müller           | Nico Müller           | Audi Sport Team Abt Sportsline | Audi               |
| 5       | C2    | Nürburgring Grand Prix      | Nico Müller            | Robin Frijns          | Robin Frijns          | Audi Sport Team Abt Sportsline | Audi               |
| 6       | C1    | Nürburgring Sprint          | René Rast              | Nico Müller           | Robin Frijns          | Audi Sport Team Abt Sportsline | Audi               |
| 6       | C2    | Nürburgring Sprint          | Robin Frijns           | René Rast             | Nico Müller           | Audi Sport Team Abt Sportsline | Audi               |
| 7       | C1    | Circuito de Zolder          | René Rast              | Marco Wittmann        | René Rast             | Audi Sport Team Rosberg        | Audi               |
| 7       | C2    | Circuito de Zolder          | Timo Glock             | René Rast             | René Rast             | Audi Sport Team Rosberg        | Audi               |
| 8       | C1    | Circuito de Zolder          | René Rast              | René Rast             | René Rast             | Audi Sport Team Rosberg        | Audi               |
| 8       | C2    | Circuito de Zolder          | Ferdinand von Habsburg | René Rast             | René Rast             | Audi Sport Team Rosberg        | Audi               |
| 9       | C1    | Hockenheimring              | René Rast              | René Rast             | Nico Müller           | Audi Sport Team Abt Sportsline | Audi               |
| 9       | C2    | Hockenheimring              | René Rast              | René Rast             | René Rast             | Audi Sport Team Rosberg        | Audi               |
| Fuente: |       |                             |                        |                       |                       |                                |                    |

## Clasificaciones

### Sistema de puntuación
Carrera
| Posición | 1.º | 2.º | 3.º | 4.º | 5.º | 6.º | 7.º | 8.º | 9.º | 10.º |
| Puntos   | 25  | 18  | 15  | 12  | 10  | 8   | 6   | 4   | 2   | 1    |

Clasificación
| Posición | 1.º | 2.º | 3.º |
| Puntos   | 3   | 2   | 1   |

### Campeonato de Pilotos
| Pos. | Piloto                 | SPA | SPA | LAU1 | LAU1 | LAU2 | LAU2 | ASS | ASS | NÜR1 | NÜR1 | NÜR2 | NÜR2 | ZOL1 | ZOL1 | ZOL2 | ZOL2 | HOC | HOC | Puntos |
| ---- | ---------------------- | --- | --- | ---- | ---- | ---- | ---- | --- | --- | ---- | ---- | ---- | ---- | ---- | ---- | ---- | ---- | --- | --- | ------ |
| 1    | René Rast              | 53  | 31  | 7    | 13   | 12   | 63   | 5   | 51  | 2    | 23   | 21   | 3    | 1    | 13   | 1    | 12   | 21  | 1   | 353    |
| 2    | Nico Müller            | 12  | 13  | 12   | 2    | 21   | 52   | 3   | 3   | 1    | 51   | 53   | 13   | 3    | 9    | 6    | 2    | 12  | 2   | 330    |
| 3    | Robin Frijns           | 91  | 2   | 31   | 41   | 3    | 31   | 12  | 23  | 53   | 12   | 12   | 21   | 23   | Ret  | 23   | Ret3 | 7   | 5   | 279    |
| 4    | Mike Rockenfeller      | 4   | 5   | 11   | 5    | 6    | 11   | 4   | 11  | 4    | 3    | 9    | 7    | 8    | 2    | Ret  | 6    | 6   | 42  | 139    |
| 5    | Timo Glock             | 8   | 13  | 5    | 6    | 4    | 2    | 9   | 6   | 7    | 14   | 10   | 8    | 42   | 41   | 9    | 4    | Ret | 8   | 120    |
| 6    | Sheldon van der Linde  | 15  | 6   | 2    | 15   | 9    | 10   | 7   | 1   | 8    | 6    | 8    | 4    | 6    | 102  | 13   | 7    | 10  | 9   | 108    |
| 7    | Loïc Duval             | 3   | 7   | Ret3 | 8    | 7    | 8    | 21  | 42  | 9    | 4    | Ret  | 9    | 10   | 13   |      |      | 4   | 6   | 108    |
| 8    | Jamie Green            | 2   | 4   | 8    | Ret  | 10   | 4    | NC  | 12  | 13   | 7    | 14†  | 15†  | Ret  | 15   | 8    | 5    | 3   | 3   | 98     |
| 9    | Marco Wittmann         | 11  | 10  | 4    | 3    | 5    | 9    | 14  | 8   | 3    | 9    | 3    | 5    | 15†  | 8    | 10   | 8    | Ret | 11  | 95     |
| 10   | Ferdinand von Habsburg | DNS | 15  | 6    | 10   | 11   | 14   | 8   | 7   | 11   | 15   | 7    | 62   | 7    | 7    | 32   | 101  | 11  | 14  | 68     |
| 11   | Jonathan Aberdein      | 10  | 9   | 14   | 9    | 14   | 7    | 6   | 13  | 10   | 8    | 6    | 10   | 11   | 11   | 4    | Ret  | 53  | 7   | 62     |
| 12   | Lucas Auer             | 7   | 8   | 12   | 14   | 12   | 1    | 11  | 10  | 12   | 11   | 12   | 13   | 12   | 3    | 11   | Ret  | 12  | 16  | 51     |
| 13   | Philipp Eng            | 6   | 11  | 9    | 7    | 8    | 12   | 13  | 9   | 6    | 10   | 4    | 12   | 9    | 14   | 12   | Ret  | 9   | 10  | 48     |
| 14   | Harrison Newey         | 13  | Ret | 10   | 12   | 15   | 13   | 12  | 15  | 14   | 13   | 11   | 11   | 5    | 6    | 7    | 9    | Ret | 13  | 27     |
| 15   | Robert Kubica          | 14  | 14  | 13   | 13   | 16   | 16   | 10  | 14  | 16   | 12   | 13   | Ret  | 14   | 12   | Ret  | 3    | 8   | 15  | 20     |
| 16   | Fabio Scherer          | 12  | 12  | 15   | 11   | 13   | 15   | 15  | Ret | 15†  | Ret  | Ret  | 14   | 13   | 5    | 5    | Ret  | 13† | 12  | 20     |
| 17   | Benoît Tréluyer        |     |     |      |      |      |      |     |     |      |      |      |      |      |      | 14   | Ret  |     |     | 0      |
| Pos. | Piloto                 | SPA | SPA | LAU1 | LAU1 | LAU2 | LAU2 | ASS | ASS | NÜR1 | NÜR1 | NÜR2 | NÜR2 | ZOL1 | ZOL1 | ZOL2 | ZOL2 | HOC | HOC | Puntos |

| Color     | Resultado                                                               |
| --------- | ----------------------------------------------------------------------- |
| Oro       | Ganador                                                                 |
| Plata     | 2.ª plaza                                                               |
| Bronce    | 3.ª plaza                                                               |
| Verde     | Finalizó en los puntos                                                  |
| Azul      | Finalizó sin puntos                                                     |
| Azul      | NC - No clasificado                                                     |
| Violeta   | Ret - No terminó (Carrera)                                              |
| Rojo      | DNQ - No se clasificó                                                   |
| Negro     | DSQ - Descalificado                                                     |
| Blanco    | DNS - No empezó (carrera)                                               |
| Blanco    | WD - Retirado (fin de semana)                                           |
| Blanco    | C - Carrera cancelada                                                   |
| Sin color | DNP - Inscrito pero no participó                                        |
| Sin color | INJ - Lesionado                                                         |
| Sin color | EX - Excluido                                                           |
| Estado    | Resultado                                                               |
| Negrita   | Pole position                                                           |
| Cursiva   | Vuelta rápida                                                           |
| †         | Abandona, pero clasifica al completar el porcentaje requerido para ello |

Fuente: DTM.

### Campeonato de Equipos
| Pos. | Equipo                         | N.º | SPA | SPA | LAU1 | LAU1 | LAU2 | LAU2 | ASS | ASS | NÜR1 | NÜR1 | NÜR2 | NÜR2 | ZOL1 | ZOL1 | ZOL2 | ZOL2 | HOC | HOC | Puntos |
| ---- | ------------------------------ | --- | --- | --- | ---- | ---- | ---- | ---- | --- | --- | ---- | ---- | ---- | ---- | ---- | ---- | ---- | ---- | --- | --- | ------ |
| 1    | Audi Sport Team Abt Sportsline | 4   | 91  | 2   | 31   | 41   | 3    | 31   | 12  | 23  | 53   | 12   | 12   | 21   | 23   | Ret  | 23   | Ret3 | 7   | 5   | 609    |
| 1    | Audi Sport Team Abt Sportsline | 51  | 12  | 13  | 12   | 2    | 21   | 52   | 3   | 3   | 1    | 51   | 53   | 13   | 3    | 9    | 6    | 2    | 12  | 2   | 609    |
| 2    | Audi Sport Team Rosberg        | 33  | 53  | 31  | 7    | 13   | 12   | 63   | 5   | 51  | 2    | 23   | 21   | 3    | 1    | 13   | 1    | 12   | 21  | 1   | 451    |
| 2    | Audi Sport Team Rosberg        | 53  | 2   | 4   | 8    | Ret  | 10   | 4    | NC  | 12  | 13   | 7    | 14 † | 15†  | Ret  | 15   | 8    | 5    | 3   | 3   | 451    |
| 3    | Audi Sport Team Phoenix        | 19  |     |     |      |      |      |      |     |     |      |      |      |      |      |      | 14   | Ret  |     |     | 247    |
| 3    | Audi Sport Team Phoenix        | 28  | 3   | 7   | Ret3 | 8    | 7    | 8    | 21  | 42  | 9    | 4    | Ret  | 9    | 10   | 13   |      |      | 4   | 6   | 247    |
| 3    | Audi Sport Team Phoenix        | 99  | 4   | 5   | 11   | 5    | 6    | 11   | 4   | 11  | 4    | 3    | 9    | 7    | 8    | 2    | Ret  | 6    | 6   | 42  | 247    |
| 4    | BMW Team RMG                   | 11  | 11  | 10  | 4    | 3    | 5    | 9    | 14  | 8   | 3    | 9    | 3    | 5    | 15†  | 8    | 10   | 8    | Ret | 11  | 215    |
| 4    | BMW Team RMG                   | 16  | 8   | 13  | 5    | 6    | 4    | 2    | 9   | 6   | 7    | 14   | 10   | 8    | 42   | 41   | 9    | 4    | 14† | 8   | 215    |
| 5    | BMW Team RBM                   | 25  | 6   | 11  | 9    | 7    | 8    | 12   | 13  | 9   | 6    | 10   | 4    | 12   | 9    | 14   | 12   | Ret  | 9   | 10  | 156    |
| 5    | BMW Team RBM                   | 31  | 15  | 6   | 2    | 15   | 9    | 10   | 7   | 1   | 8    | 6    | 8    | 4    | 6    | 102  | 13   | 7    | 10  | 9   | 156    |
| 6    | BMW Team RMR                   | 22  | 7   | 8   | 12   | 14   | 12   | 1    | 11  | 10  | 12   | 11   | 12   | 13   | 12   | 3    | 11   | Ret  | 12  | 16  | 113    |
| 6    | BMW Team RMR                   | 27  | 10  | 9   | 15   | 9    | 14   | 7    | 6   | 13  | 10   | 8    | 6    | 10   | 11   | 11   | 4    | Ret  | 53  | 7   | 113    |
| 7    | Audi Sport Team WRT            | 10  | 13  | Ret | 10   | 12   | 15   | 13   | 12  | 15  | 14   | 13   | 11   | 11   | 5    | 6    | 7    | 9    | Ret | 13  | 103    |
| 7    | Audi Sport Team WRT            | 13  | 12  | 12  | 14   | 11   | 13   | 15   | 15  | Ret | 15   | 16†  | Ret  | 14   | 13   | 5    | 5    | Ret  | 13† | 12  | 103    |
| 7    | Audi Sport Team WRT            | 62  | DNS | 15  | 6    | 10   | 11   | 14   | 8   | 7   | 11   | 15   | 7    | 62   | 7    | 7    | 32   | 101  | 11  | 14  | 103    |
| 8    | Orlen Team ART                 | 8   | 14  | 14  | 13   | 13   | 16   | 16   | 10  | 14  | 16   | 12   | 13   | Ret  | 14   | 12   | Ret  | 3    | 8   | 15  | 20     |
| Pos. | Equipo                         | N.º | SPA | SPA | LAU1 | LAU1 | LAU2 | LAU2 | ASS | ASS | NÜR1 | NÜR1 | NÜR2 | NÜR2 | ZOL1 | ZOL1 | ZOL2 | ZOL2 | HOC | HOC | Puntos |

| Color     | Resultado                                                               |
| --------- | ----------------------------------------------------------------------- |
| Oro       | Ganador                                                                 |
| Plata     | 2.ª plaza                                                               |
| Bronce    | 3.ª plaza                                                               |
| Verde     | Finalizó en los puntos                                                  |
| Azul      | Finalizó sin puntos                                                     |
| Azul      | NC - No clasificado                                                     |
| Violeta   | Ret - No terminó (Carrera)                                              |
| Rojo      | DNQ - No se clasificó                                                   |
| Negro     | DSQ - Descalificado                                                     |
| Blanco    | DNS - No empezó (carrera)                                               |
| Blanco    | WD - Retirado (fin de semana)                                           |
| Blanco    | C - Carrera cancelada                                                   |
| Sin color | DNP - Inscrito pero no participó                                        |
| Sin color | INJ - Lesionado                                                         |
| Sin color | EX - Excluido                                                           |
| Estado    | Resultado                                                               |
| Negrita   | Pole position                                                           |
| Cursiva   | Vuelta rápida                                                           |
| †         | Abandona, pero clasifica al completar el porcentaje requerido para ello |

Fuente: DTM.

### Campeonato de Fabricantes
| Pos. | Fabricante | SPA | SPA | LAU1 | LAU1 | LAU2 | LAU2 | ASS | ASS | NÜR1 | NÜR1 | NÜR2 | NÜR2 | ZOL1 | ZOL1 | ZOL2 | ZOL2 | HOC | HOC | Puntos |
| ---- | ---------- | --- | --- | ---- | ---- | ---- | ---- | --- | --- | ---- | ---- | ---- | ---- | ---- | ---- | ---- | ---- | --- | --- | ------ |
| 1    | Audi       | 76  | 76  | 60   | 71   | 72   | 51   | 76  | 61  | 71   | 76   | 65   | 72   | 72   | 62   | 74   | 67   | 75  | 76  | 1253   |
| 2    | BMW        | 19  | 15  | 42   | 31   | 28   | 51   | 17  | 39  | 33   | 15   | 39   | 27   | 24   | 37   | 15   | 37   | 16  | 13  | 500    |
| Pos. | Fabricante | SPA | SPA | LAU1 | LAU1 | LAU2 | LAU2 | ASS | ASS | NÜR1 | NÜR1 | NÜR2 | NÜR2 | ZOL1 | ZOL1 | ZOL2 | ZOL2 | HOC | HOC | Puntos |

Fuente: DTM.